# Scaramouche - de tusen äventyrens man
Scaramouche - de tusen äventyrens man (originaltitel: Scaramouche) är en historisk roman från 1921 av Rafael Sabatini.

## Handling
Romanen handlar om en ung adelsman, André-Louis Moreau, under franska revolutionen. Hans bäste vän, Philippe de Vilmorin, dödas i en duell och Moreau svär då att hämnas dennes död.

## Filmatiseringar
Romanen filmades 1923, då med Ramon Novarro i huvudrollen som Moreau och sedan åter 1952, då med Stewart Granger som Moreau. 